# París-Tours 1943
La París-Tours 1943 fue la 37ª edición de la clásica París-Tours. Se disputó el 30 de mayo de 1943 y el vencedor final fue el francés Gabriel Gaudin, que se impuso a sus tres compañeros de escapada.

## Clasificación general[3]
|    | Ciclista          | Equipo | Tiempo    |
| -- | ----------------- | ------ | --------- |
| 1  | Gabriel Gaudin    |        | 6h 27'24" |
| 2  | Achiel Buysse     |        | m.t.      |
| 3  | Albert Hendrickx  |        | m.t.      |
| 4  | André Denhez      |        | m.t.      |
| 5  | Gustave Danneels  |        | a 28"     |
| 6  | Paul Maye         |        | a 2'11"   |
| 7  | Joseph Goutorbe   |        | m.t.      |
| 8  | Marcel Kint       |        | m.t.      |
| 9  | Désiré Keteleer   |        | m.t.      |
| 10 | Fernand Mithouard |        | m.t.      |